# Roberto VII de Béthune
Robert de Béthune VII (c.1201  - 12 de noviembre de 1248 en Sardinia) fue un noble de la Casa de Bethune de Artois. Sirvió como caballero y dirigente militar en Flandes e Inglaterra antes de heredar sus territorios familiares en Francia y los Países Bajos. Se unió a la Séptima cruzada, pero murió en route al Mediterráneo oriental.

## Biografía
Era hijo de Lord William II de Béthune (d. 1214) y su mujer, Mathilda de Dendermonde.
Roberto no tenía esperanzas de heredar, ya que su hermano mayor Daniel (d. 1226) era el heredero del Señorío de Béthune, por lo que decidió convertirse en caballero en la corte del conde Fernando de Flandes.  La Casa de Bethune era uno de las familias más influyentes en Artois, que había sido un feudo flamenco hasta que Flandes lo tuvo que ceder heredero aparente francés Luis, hijo de Isabela de Henao. El Conde Balduino IX de Flandes había cedido Artois a Henao en el Tratado de Péronne. No obstante, la política de su yerno Fernando perseguía la recuperación de Artois. Esto provocó conflictos con la familia real francesa.  La Casa de Béthune se dividió en esta lucha de poder: el padre y el hermano de Roberto eran leales a Francia, mientras Roberto se alineó con Flandes.
En 1213, Robert acompañó al Conde Fernando al exilio en Inglaterra después de que Felipe II de Francia invadiese Flandes. Más tarde ese mismo año, él y el Conde de Salisbury dirigieron un ataque exitoso a la flota francesa en el puerto de Damme, desbaratando una potencial invasión de Inglaterra. Al año siguiente, participó en la decisiva batalla de Bouvines (27 de julio de 1214).  Felipe II ganó la batalla, y tomó prisionero al conde Fernando. Robert fue apresado por un caballero francés, que le liberó, después de que Robert prometiera pagar un rescate.  Esta historia fue registrada por un cronista anónimo, que fue empleado por Robert y que escribió entre 1220 y 1223 una crónica sobre los reyes franceses titulada Chroniques des rois de France et ducs de Normandie
Daniel de Béthune murió sin hijos en 1226 y Robert heredó los territorios familiares alrededor de Béthune, Richebourg, Warneton y Dendermonde, así como el título hereditario de advocatus de la Abadía de St. Vaast cerca de Arras.  En 1227, Fernando fue liberado de prisión. Presentó homenaje al rey francés y abandonó su esperanza de recapturar Artois.
Robert aparentemente se acercó a la Corona francesa en los años siguientes.  En 1236, fue nombrado aval del Tratado de Péronne, los que implica que reconocía el tratado.
En 1248, Robert decidió unirse a la cruzada de Luis IX de Francia a Egipto (la Séptima Cruzada). Durante una parada en Cerdeña, en ruta a Chipre, cayó enfermo y murió. Fue enterrado en Arras.

## Matrimonio y descendencia
Robert se casó con Elisabeth de Morialmez. Tuvo una hija, Matilda (d. 1264), que se casó 1246 con Guido de Dampierre, emparentado con los Condes de Flandes y heredó el condado en 1251. Como Robert no tuvo ningún hijo, Matilda y Guido heredaron también Béthune. Su hijo, Roberto III cedió Béthune a Francia en 1312.
Una línea cadete de la Casa de Béthune, descendiente del hermano más joven de Roberto IIIGuillaume (d. 1243), llegó a nuestros días como Señores de Meulebeke.

## Footnotes
1. ↑  Extrait d'une chronique française des rois de Francia par un Anonyme de Béthune, editado por Léopold Delisle, en: Recueil des Historiens des Gaules et de la Francia, vol. 24, parte 2, 1904, p. 750@–775
2. ↑  Informe de la batalla, tomado del Chronique des rois[1]

- Datos: Q1027587